# كنكاج (جنس)
الكنكاج  (الاسم العلمي: Potos) (بالإنجليزية: kinkajou)‏ هو جنس من الثدييات يتبع فصيلة الراتونيات.

## أنواع
هذا الجنس يضم نوعا واحيداً هو:
- الكنكاج الأصفر